# Kaarle McCulloch
Kaarle McCulloch (ur. 20 stycznia 1988 w Campbelltown) – australijska kolarka torowa, brązowa medalistka olimpijska oraz wielokrotna mistrzyni świata w sprincie drużynowym.
W 2010 roku, wraz z Anną Meares, zdobyła Puchar Świata w sprincie drużynowym, a w latach 2009-2011 zdobywała mistrzostwo świata w tej samej konkurencji.